# Frank Zamora
Frank Andrés Zamora García (Puntarenas, 16 de agosto de 1991) es un futbolista costarricense. Juega como delantero y está sin equipo después de ser despedido por conductas inapropiadas dentro de la pretemporada del Club Social y Deportivo Chiquimulilla de la Segunda División de Guatemala.

## Trayectoria

### Inicios de su carrera
El chuchequero fue descubierto en los famosos torneos de fútbol colegial organizados desde hace muchos años por Coca Cola.
“Empecé a jugar muy pequeño en las fuerzas básicas de Puntarenas, después jugué en el colegio (Obando Chang), en la Copa Coca Cola del dos mil siete. Creo que esa fue la oportunidad más importante para mí porque después de ahí, de asistir al campeonato en Argentina (era el premio para el campeón tico) gracias a ellos, se da el acercamiento del Deportivo Saprissa.
"Ahí hice U-15, U-17, alto rendimiento, Segunda División y hasta pretemporada en la Primera cuando estaba el profe Rónald González. En el 2012 lo cedieron a préstamo al Puntarenas F.C., jugó un año, regresó a Saprissa y después se fue libre a A.D.Carmelita. Volvió a Segunda con el Puntarenas, al mando del técnico Wálter Centeno, quien se lo trajo a Grecia, también en la Liga de Ascenso, donde Zamora anotó 29 goles en una sola temporada.
Tras eso pasó a Aserrí, Pérez Zeledón y encontró regularidad en la Universidad de Costa Rica. 
En el Apertura 2018 fue el máximo goleador de los universitarios.
Para el Clausura 2019, regresa al Municipal Grecia para reforzar al conjunto que dirige Walter Centeno.

## Clubes

### Como futbolista
| Club                                  | País       | Año         |
| ------------------------------------- | ---------- | ----------- |
| Deportivo Saprissa                    | Costa Rica | 2012 - 2013 |
| Puntarenas F.C (préstamo)             | Costa Rica | 2012 - 2013 |
| Generación Saprissa                   | Costa Rica | 2013 - 2014 |
| A.D.Carmelita                         | Costa Rica | 2014 - 2015 |
| Puntarenas F.C                        | Costa Rica | 2015 - 2016 |
| Municipal Grecia                      | Costa Rica | 2016        |
| Jicaral Sercoba                       | Costa Rica | 2017        |
| Aserrí Fútbol Club (préstamo)         | Costa Rica | 2017        |
| Pérez Zeledón                         | Costa Rica | 2017        |
| UCR Fútbol Club                       | Costa Rica | 2018        |
| Municipal Grecia                      | Costa Rica | 2019        |
| Guadalupe F.C                         | Costa Rica | 2019 - 2020 |
| Deportivo Saprissa                    | Costa Rica | 2020        |
| Guadalupe F.C (préstamo)              | Costa Rica | 2021        |
| Jicaral Sercoba                       | Costa Rica | 2021        |
| Asociación Deportiva Barrio México    | Costa Rica | 2021        |
| Asociación Deportiva Sarchí           | Costa Rica | 2022        |
| Santos de Guápiles                    | Costa Rica | 2022        |
| Deportivo Zacapa                      | Guatemala  | 2023        |
| Pérez Zeledón                         | Costa Rica | 2024        |
| Club Deportivo Cobán Imperial         | Guatemala  | 2024        |
| Universidad S.C.                      | Guatemala  | 2025        |
| Club Social y Deportivo Chiquimulilla | Guatemala  | 2025        |

## Palmarés

### Títulos nacionales
| Título                         | Club          | País       | Año  |
| ------------------------------ | ------------- | ---------- | ---- |
| Primera División de Costa Rica | Pérez Zeledón | Costa Rica | 2017 |